# Hubrechtella juliae
Hubrechtella juliae är en djurart som tillhör fylumet slemmaskar, och som beskrevs av Chernyshev 2003. Hubrechtella juliae ingår i släktet Hubrechtella och familjen Hubrechtidae. Inga underarter finns listade i Catalogue of Life.